# Mudi (Myagdi)
Mudi – gaun wikas samiti w zachodniej części Nepalu w strefie Dhawalagiri w dystrykcie Myagdi. Według nepalskiego spisu powszechnego z 2001 roku liczył on 442 gospodarstw domowych i 2484 mieszkańców (1292 kobiet i 1192 mężczyzn).